# Каримова, Сабахон
Сабахон Каримова (узб. Saboxon Karimova; 8 января 1917, Коканд, Ферганская область (Российская империя) — 7 июля 1988, Узбекистан) — узбекская и советская актриса

 театра и кино, режиссёр. Народная артистка Узбекской ССР (1950).

## Биография
Начала участвовать в самодеятельном театральном кружке, работая на фабрике. С 1932 по 1956 год выступала на сцене Кокандского узбекского театра им. Хамзы (ныне Кокандский городской театр музыкальной драмы им. Хамзы). С 1957 по 1980 год — в Узбекском академическом драматическом театре имени Хамзы в Ташкенте.
Исполняла роли в драматических и музыкально-драматических спектаклях. Создала своим уникальным мастерством образы волевых, смелых, сильных духом женщин в произведениях  узбекских драматургов.
С 1958 года снималась в кино.

## Избранные театральные роли
- Халима («Халима» Г. Зафари),
- Онахон («Честь и любовь» К. Яшена),
- Гульсара («Гульсара» К. Яшена и Мухамедова),
- Ширин («Фархад и Ширин» Хуршида),
- Кумрихон («Больные зубы» Каххара),
- Санобар («Сердечные тайны» Л. Рахманова),
- Баданхон («Фуркат» Авезова и Ходжаева).

## Избранная фильмография
- 1958 — Очарован тобой — начальница золотошвейной артели
- 1969 — Улица тринадцати тополей — эпизод